# De Fem Søstre (Aarhus)
De fem søstre er et bygnings- og silokompleks i Aarhus, Danmark, som er en industriarv i Danmark. Den ligger på Mellemarmen i industridelen af Aarhus Havn i Aarhus midtby. Siloerne repræsenterer overgangen fra manuelt til mekaniseret arbejde under den anden industrialiseringsbølge i begyndelsen af det 20. århundrede og er symptomatisk for forholdet mellem landbrug, industri og transport i byen. De Fem Søstre var den første betonkonstruktion med armering, der blev opført i Aarhus, og dengang var det den eneste bygning bortset fra domkirken, der rejste sig over byen.

## Historie
I 1800-tallet blev korn typisk opbevaret i løs vægt eller i sække i lagerhuse eller købmandslofter i en proces, der var både arbejdskrævende og fysisk krævende. Risikoen for at produkterne rådnede eller gik i brand kombineret med den stigende mængde gods, der ankom, gjorde det nødvendigt at finde en mere moderne løsning..De tidligste siloer blev placeret inde i eksisterende bygninger, men senere blev dedikerede strukturer af armeret beton normen. 
I 1898 blev landmandsforeningen Jysk Andelsfoderstofforretning (JAF) etableret med hovedsæde i Aarhus med det formål at administrere og sælge landbrugsprodukter. Virksomheden blev en af de største i landet og åbnede handelsknudepunkter i hele riget. I 1927 blev siloanlægget opført i Sydhavnen med tegninger af arkitekten Hjalmar Kjær. Den nye struktur varslede en ændring i arbejdsprocesser, hvor fysisk krævende arbejde blev erstattet af elektriske motorer og elevatorer. I starten havde siloerne kapacitet til 12000 kubikmeter oliefrø og 13800 kubikmeter korn, mens løftesystemerne kunne klare 120 tons i timen. At bygge siloerne i én struktur gjorde det muligt at lufte kornet ved at flytte det fra en silo til en anden med elektriske kopelevatorer og senere støvsugere. Elevatorerne blev også brugt til at laste og losse fragtskibe og samtidig blev losningen af kul mekaniseret med kraner. Systemet var begyndelsen på en stærkt reduceret arbejdsstyrke i havnen.
Produktivitetsfordelene blev hurtigt tydelige; skibe steg i størrelse proportionalt med mængden af last, der kunne håndteres. De fem søstre var den første, men andre komplekser fulgte kort efter; Aarhus Oliefabrik byggede en 20.000 kubikmeter silo og i 1930 færdiggjorde Korn- og Foderstof Kompagniet endnu et stort silokompleks. I 1969 fusionerede JAF med en række andre selskaber til Dansk Landbrugs Grovvareselskab (DLG), som stadig ejede siloanlægget i 2010'erne.
De fem søstre blev oprindeligt ikke taget godt i mod på grund af dets størrelse og industrielle udseende. Katedralen havde siden 1500-tallet været det dominerende træk ved Skylinen, og de lige så høje siloer blev af mange betragtet som et øjenbæ til sammenligning. Nogle arkitekter har dog også noteret dem som inspiration til senere industriel og funktionalistisk arkitektur.

## Arkitektur
De fem søstre er tegnet af arkitekt Hjalmar Kjær og ingeniør Jørgen Christensen. Det var det største silokompleks i Norden, da det stod færdigt, og det var en teknologisk avanceret erstatning for de tidligere lagerbygninger. Komplekset omfatter 5 siloer og et lagerhus i 2 etager bygget af hvidmalet armeret beton med glatte, homogene facader uden nogen form for dekoration. Lageret ligger på et flydende flådefundament. 

De fem søstre markerer begyndelsen på industriel funktionalistisk arkitektur i Danmark, men kan bedst beskrives som neoklassisk i stilen på grund af dens historicistiske referencer. Navnet på komplekset refererer til opdelingen af siloerne i 5 dele inspireret af de forreste gavlhuse, der ses i Amsterdam og andre hollandske byer. Det er en kombination af en moderne teknologisk ingeniørløsning med arkitektoniske referencer til fortiden og står som en unik struktur i 1920'ernes funktionalistiske arkitektur.